# Syntheta extima
Syntheta extima là một loài bướm đêm trong họ Noctuidae.